# ベアトリス・オフォー
ベアトリス・オフォー（Beatrice Offor、1864年3月21日 - 1920年8月8日）はイギリスの画家である。

## 略歴
ロンドンのシドナムに生まれた。1882年にロンドンの美術学校、スレード美術学校に入学した。美術学校で、ミナ・ベルクソン（Mina Bergson: 1865-1928)と親友になり、後にスタジオを共有した。ミナ・ベルクソンは哲学者、アンリ・ベルクソンの妹で、オカルティストで「黄金の夜明け団」の創設者のひとりのマグレガー・メイザースと結婚し、モイナ・メイザースとして、オカルティストとしても活動することになる女性である。
ベアトリス・オフォーは美術学校を卒業し、肖像画家として働き、何度かロイヤル・アカデミー・オブ・アーツの展覧会に出展した。当時のの有力な画家フレデリック・レイトンやエドワード・ポインターの古典的な人物画のスタイルの人物画を描いた。
自分の妹たちをモデルにして女性画を描き、イギリス議会の議員たちの肖像画も描いた。
親友のモイナ・メイザースが1887年にマグレガー・メイザースと知り合い、翌年、オカルトの教団、「黄金の夜明け団」に入会したことから、ベアトリス・オフォーの絵画もその影響を受けた。「水晶玉を見る女性(The Christal Gazer)」という作品では、モイナ・メイザースをモデルにした。
1892年に彫刻家のウィリアム・リトラー(William Farrar Littler)と結婚し2人の子供が生まれたが、2人とも生後まもなく亡くなった。1899年には夫も死去した。1907年に果物の輸入業者のJames Philip Beavanと再婚し 、トットナムに住み、3人の子供の継母になるが、1年後、うつ病になり、56歳で飛び降り自殺をしたとされる。
没後、義理の息子がベアトリス・オフォーのスタジオに残された39点の作品を、博物館になっているトットナムのブルース・キャッスルに寄贈した。

## 作品

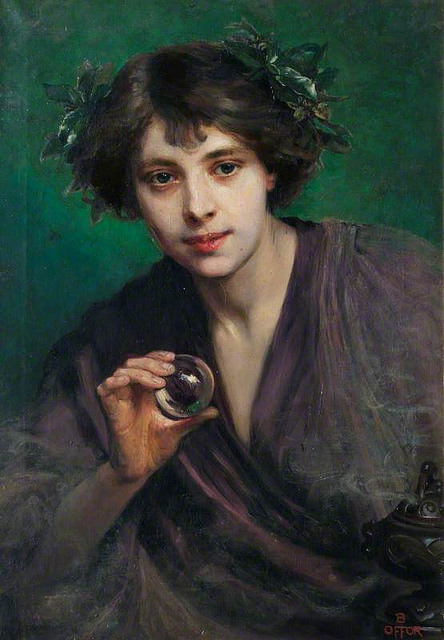
「水晶玉を見る女性(The Christal Gazer)」(c.1900)
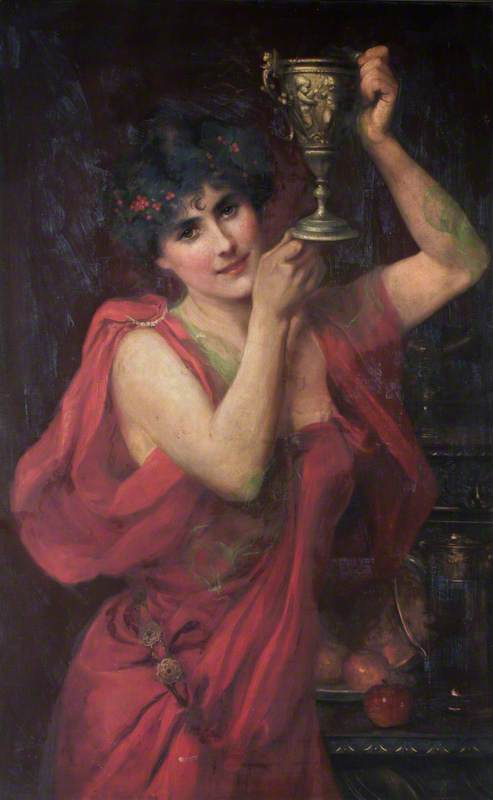
水差しを運ぶ女性
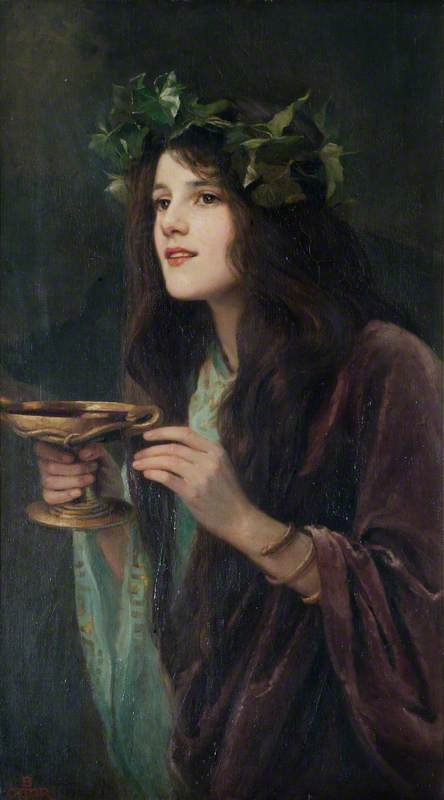
キルケー (1911年)
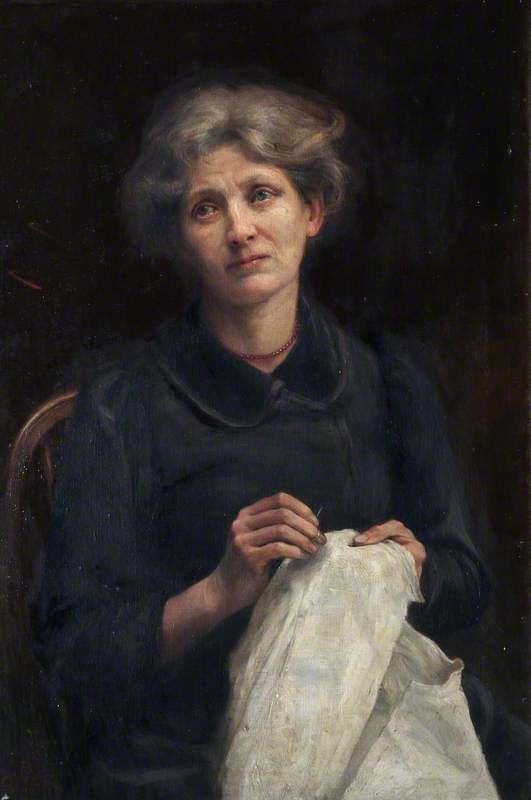
Thomas Hoodの詩、「The Song of the Shirt」の一節をタイトルにした作品